# Äpäre
Äpäre è il quarto album in studio del gruppo black metal finlandese Ajattara, pubblicato nel 2006.

## Tracce
1. Hurmasta – 3:50
2. Raato – 2:42
3. Säälin koira – 3:07
4. Lautuma – 2:45
5. Eksyneet – 3:08
6. Hirsipuulintu – 3:37
7. Tahtomattaan syntynyt – 2:37
8. Itse – 3:09
9. Koito – 3:51
10. Syntyni – 3:39

## Formazione
- Ruoja - voce, chitarra
- Samuel Lempo - chitarra
- Atoni - basso
- Irstas - tastiere
- Malakias III - batteria